# Арарангуа
Арарангуа (порт. Araranguá)  —  муниципалитет в Бразилии, входит в штат Санта-Катарина. Составная часть мезорегиона Юг штата Санта-Катарина. Входит в экономико-статистический  микрорегион Арарангуа. Население составляет 62 442 человека на 2006 год. Занимает площадь 303,799 км². Плотность населения — 205,5 чел./км².
Праздник города — 3 апреля.

## История
Город основан 3 апреля 1880 года.

## Статистика
- Валовой внутренний продукт на 2003 составляет 353.632.439,00 реалов (данные: Бразильский институт географии и статистики).
- Валовой внутренний продукт на душу населения на 2003 составляет 6.004,56 реалов (данные: Бразильский институт географии и статистики).
- Индекс развития человеческого потенциала на 2000 составляет 0,816 (данные: Программа развития ООН).

## География
Климат местности: умеренный.
Вблизи города река Майн-Лузия впадает в реку Арарангуа.